# Branko Bošković
Branko Bošković (in serbo Бранко Бошковић?; Bačka Topola, 21 giugno 1980) è un ex calciatore montenegrino, di ruolo centrocampista.

## Carriera

### Club
Debutta da professionista nel 1998, con la squadra montenegrina del Mogren Budva, ma a metà della stagione 1998-1999 viene ingaggiato dalla Stella Rossa, di cui diventa uno dei simboli, e con cui rimane fino al 2003 vincendo vari trofei.
Nell'estate del 2003 viene ingaggiato dal Paris Saint-Germain, con cui ha un buon inizio, ma finisce ai margini della rosa, tanto da passare in prestito, nella stagione 2005-2006 al Troyes, dove non riesce a ritornare ai livelli di Belgrado.
Rimasto senza squadra per sei mesi, nel gennaio 2007 viene ingaggiato dal Rapid Vienna. Ha debuttato con la maglia del Rapid il 2 febbraio 2007 contro l'Altach, partita terminata 2-1 per i viennesi. A fine stagione festeggia la vittoria della Bundesliga.
Rimane a Vienna sino all'estate 2010, quando si trasferisce al D.C. United nella Major League Soccer, dopo la conclusione del suo contratto col club austriaco. Ma dopo due anni ritorna a vestire la casacca bianco-rossa, nel corso del mercato invernale della stagione 2012-2013.

### Nazionale
Ha debuttato il 27 marzo 2002 con la Nazionale serbo-montenegrina nell'amichevole contro il Brasile e ha giocato l'ultima delle 12 partite il 16 novembre 2005 contro la Corea del Sud.
In seguito all'indipendenza del Montenegro, è diventato una colonna della Nazionale montenegrina.

## Palmarès

### Club

#### Competizioni nazionali
- Campionati della RF di Jugoslavia: 2

Stella Rossa: 1999-2000, 2000-2001
- Coppe di Jugoslavia: 3

Stella Rossa: 1998-1999, 1999-2000, 2001-2002
- Coppa di Francia: 1

Paris Saint-Germain: 2003-2004
- Campionato austriaco: 1

Rapid Vienna: 2007-2008